# Marjorie Perloff
Marjorie Perloff, all'anagrafe Gabriele Schüller Mintz (Vienna, 28 settembre 1931 – Los Angeles, 24 marzo 2024) è stata una critica letteraria e anglista austriaca naturalizzata statunitense.

## Biografia
Marjorie Perloff nacque il 28 settembre 1931 in una famiglia ebrea a Vienna ma emigrò dapprima in Svizzera e successivamente negli Stati Uniti con i genitori dopo l'Anschluss. Studiò all'Oberlin College tra il 1949 e il 1952 e si laureò magna cum laude al Barnard College nel 1953, anno in cui sposò il cardiologo Joseph K. Perloff, di cui prese il nome; la coppia ebbe due figlie e il matrimonio terminò solo nel 2014 con la morte dell'uomo. Successivamente continuò a studiare all'Università Cattolica d'America, dove conseguì la laurea magistrale nel 1956 e il dottorato di ricerca nel 1965 con una tesi su W. B. Yeats, poi pubblicata nel 1970 con il titolo Rhyme and Meaning in the Poetry of Yeats.
Dopo aver insegnato all'Università Cattolica di Washington tra il 1966 e il 1971, divenne professoressa dell'Università del Maryland - College Park, dove coprì la cattedra di anglistica tra il 1971 e il 1976. Successivamente insegnò letterature comparate all'University of Southern California tra il 1976 e il 1986 e a Stanford tra il 1986 e il 2001, rimanendovi poi come professoressa emerita fino alla morte. Tra il 2008 e il 2009 fu visiting professor di letterature comparate al St Anne's College dell'Università di Oxford.
Ricordata come una delle maggiori critiche letterarie statunitensi del XX e XXI secolo, si distinse per i suoi studi sulla poesia d'avanguardia e sperimentale, contribuendo non solo all'affermazione di poeti come Robert Lowell e Frank O'Hara (a cui dedicò rispettivamente la sua seconda e terza monografia) ma anche ad autori poco noti negli Stati Uniti, come Louis Zukofsky e Kenneth Goldsmith, nonché alla poesia brasiliana. Si occupò anche dei language poets, modernismo, oggettivismo e, in generale, della poesia americana contemporanea. 
Morì a Los Angeles il 24 marzo 2024 all'età di 92 anni.

## Opere (parziale)
- Poetic License: Studies in the Modernist and Postmodernist Lyric, Northwestern University Press, 1990. ISBN 978-0-8101-0843-1
- Radical Artifice: Writing Poetry in the Age of Media, University of Chicago Press, 1991. ISBN 978-0-226-65733-2
- Wittgenstein's Ladder: Poetic Language and the Strangeness of the Ordinary, University of Chicago Press, 1996. ISBN 978-0-226-66058-5
- The Dance of the Intellect: Studies in the Poetry of the Pound Tradition, Northwestern University Press, 1996. ISBN 978-0-8101-1380-0
- Frank O'Hara: Poet Among Painters, University of Chicago Press, 1998. ISBN 978-0-226-66059-2
- Poetry On and Off the Page: Essays for Emergent Occasions, Northwestern University Press, 1998. ISBN 978-0-8101-1560-6
- The Futurist Moment: Avant-Garde, Avant Guerre, and the Language of Rupture, with a New Preface, University of Chicago Press, 2003. ISBN 978-0-226-65738-7
- The Vienna Paradox: A Memoir, New Directions Books, 2004. ISBN 978-0-8112-1571-8
- Differentials: Poetry, Poetics, Pedagogy, University of Alabama Press, 2004. ISBN 978-0-8173-1421-7
- Unoriginal Genius: Poetry by Other Means in the New Century, University of Chicago Press, 2010. ISBN 978-0-226-66061-5
- Poetics in a New Key: Interviews and Essays, University of Chicago Press, 2014. ISBN 978-0-226-19941-2